# Григорий Пелагонийски
Григорий е висш български православен духовник, охридски (1894 – 1897) и пелагонийски митрополит (1897 – 1906) на Българската екзархия.

## Биография
Роден е със светското име Христо Василев Зафиров в Ески Заара през 1853 година. Замонашва се през 1874 година и е ръкоположен в йеродяконски чин от епископ Иларион Макариополски. Учи в Петропавловската духовна семинария от 1876 до 1881 година, след което веднага е назначен за учител в тази семинария. Следва в Московската духовна академия (1885 – 1889).
Връща се в седалището на Българската екзархия в Цариград, след което през октомври 1889 година е изпратен за председател на Солунската българска православна църковно-училищна община.
На 6 декември 1890 г. е ръкоположен за епископ с титлата Макариополски, но го титулуват и с превода Блаженоградски.
От 1891 година управлява Охридската епархия на Екзархията. На 6 август 1894 година е избран за охридски митрополит. В 1897 година построява внушителната сграда на българското училище „Свети Климент Охридски“, днес седалище на дебърско-кичевския митрополит.
След получаването на султански берат за български екзархийски владика в Битоля през 1897 година той става Пелагонийски митрополит. Грижи се енергично за българското население там до смъртта си през 1906 година. Зимата след Илинденско-Преображенското въстание той лично раздава помощи от България на пострадалото население в Костурско. Избран е за почетен член на Руския археологически институт в Константинопол.
Григорий остава голям спомен в Битоля. Като привърженик на еволюционните виждания на Българската екзархия влиза в обтегнати отношения с ВМОРО; при все това той се запомня като авторитетен представител и защитник на българите в епархията. Според спомените на отец Тома Николов:
| „ | Той се държеше като аристократ. Освен при отиването му в църква и при официалните му визити, които правеше на официалните лица, друг път не можеше да се види на улицата. Ползуваше се с голям авторитет между правителствените кръгове и консулското тяло. Владееше добре турски език и беше много щедър в своите подаръци, давани на паши и бегове. Със своето държание той засенчи гръцкия митрополит. | “ |

Григорий построява архитектурно внушителна митрополия в Битоля, която и до днес служи за седалище на владиците.
Гробът-мавзолей на Григорий Пелагонийски се намира в северозападната част на храма „Света Богородица“ в Битоля.
Коста Църнушанов приема, че владиката Григорий е прототип на образа на българския владика в романа на Димитър Талев „Гласовете ви чувам“ (глава XLIII-XLV).